# Centro Regional para la Salvaguardia del Patrimonio Cultural Inmaterial de América Latina
El Centro Regional para la Salvaguardia del Patrimonio Cultural Inmaterial de América Latina (CRESPIAL) es una organización internacional creada a partir de un acuerdo entre UNESCO y el Gobierno del Perú el 22 de febrero de 2006 con sede en Cuzco en base a la Convención para la salvaguardia del patrimonio cultural inmaterial.